# Grande Prêmio da Alemanha de 2000
Resultados do Grande Prêmio da Alemanha de Fórmula 1 realizado em Hockenheim em 30 de julho de 2000. Décima primeira etapa do campeonato, foi vencido pelo brasileiro Rubens Barrichello, da Ferrari, o qual subiu ao pódio ladeado por Mika Häkkinen e David Coulthard, pilotos da McLaren-Mercedes.

## Resumo
Primeira vitória de Rubens Barrichello que nas voltas finais optou por permanecer na pista a entrar no box e colocar pneus de pista molhada em virtude de uma chuva que começava. A estratégia foi sugerida pelo próprio piloto. 
Esta foi a primeira vitória de um piloto brasileiro desde Ayrton Senna no Grande Prêmio da Austrália de 1993.

## Classificação

### Treino classificatório
| Pos.                      | Nº | Piloto                | Construtor         | Volta    | Diferença |
| ------------------------- | -- | --------------------- | ------------------ | -------- | --------- |
| 1                         | 2  | David Coulthard       | McLaren-Mercedes   | 1:45.697 |           |
| 2                         | 3  | Michael Schumacher    | Ferrari            | 1:47.063 | + 1.366   |
| 3                         | 11 | Giancarlo Fisichella  | Benetton-Playlife  | 1:47.130 | + 1.433   |
| 4                         | 1  | Mika Häkkinen         | McLaren-Mercedes   | 1:47.162 | + 1.465   |
| 5                         | 18 | Pedro de La Rosa      | Arrows-Supertec    | 1:47.786 | + 2.089   |
| 6                         | 6  | Jarno Trulli          | Jordan-Mugen/Honda | 1:47.833 | + 2.136   |
| 7                         | 12 | Alexander Wurz        | Benetton-Playlife  | 1:48.037 | + 2.340   |
| 8                         | 8  | Johnny Herbert        | Jaguar-Cosworth    | 1:48.078 | + 2.381   |
| 9                         | 22 | Jacques Villeneuve    | BAR-Honda          | 1:48.121 | + 2.424   |
| 10                        | 7  | Eddie Irvine          | Jaguar-Cosworth    | 1:48.305 | + 2.608   |
| 11                        | 19 | Jos Verstappen        | Arrows-Supertec    | 1:48.321 | + 2.624   |
| 12                        | 23 | Ricardo Zonta         | BAR-Honda          | 1:48.665 | + 2.968   |
| 13                        | 15 | Nick Heidfeld         | Prost-Peugeot      | 1:48.690 | + 2.993   |
| 14                        | 9  | Ralf Schumacher       | Williams-BMW       | 1:48.841 | + 3.144   |
| 15                        | 17 | Mika Salo             | Sauber-Petronas    | 1:49.204 | + 3.507   |
| 16                        | 10 | Jenson Button         | Williams-BMW       | 1:49.215 | + 3.518   |
| 17                        | 5  | Heinz-Harald Frentzen | Jordan-Mugen/Honda | 1:49.280 | + 3.583   |
| 18                        | 4  | Rubens Barrichello    | Ferrari            | 1:49.544 | + 3.847   |
| 19                        | 16 | Pedro Paulo Diniz     | Sauber-Petronas    | 1:49.936 | + 4.239   |
| 20                        | 14 | Jean Alesi            | Prost-Peugeot      | 1:50.289 | + 4.592   |
| 21                        | 21 | Gastón Mazzacane      | Minardi-Fondmetal  | 1:51.611 | + 5.914   |
| 22                        | 20 | Marc Gené             | Minardi-Fondmetal  | 1:53.094 | + 7.397   |
| Limite dos 107%: 1:53.096 |    |                       |                    |          |           |
| Fonte:                    |    |                       |                    |          |           |

### Corrida
| Pos.   | Nº | Piloto                | Equipe             | Voltas | Tempo/Diferença | Grid | Pontos |
| ------ | -- | --------------------- | ------------------ | ------ | --------------- | ---- | ------ |
| 1      | 4  | Rubens Barrichello    | Ferrari            | 45     | 1:25:34.418     | 18   | 10     |
| 2      | 1  | Mika Häkkinen         | McLaren-Mercedes   | 45     | + 7.452         | 4    | 6      |
| 3      | 2  | David Coulthard       | McLaren-Mercedes   | 45     | + 21.168        | 1    | 4      |
| 4      | 10 | Jenson Button         | Williams-BMW       | 45     | + 22.685        | 16   | 3      |
| 5      | 17 | Mika Salo             | Sauber-Petronas    | 45     | + 27.112        | 15   | 2      |
| 6      | 18 | Pedro de La Rosa      | Arrows-Supertec    | 45     | + 29.080        | 5    | 1      |
| 7      | 9  | Ralf Schumacher       | Williams-BMW       | 45     | + 30.898        | 14   |        |
| 8      | 22 | Jacques Villeneuve    | BAR-Honda          | 45     | + 47.537        | 9    |        |
| 9      | 6  | Jarno Trulli          | Jordan-Mugen/Honda | 45     | + 50.901        | 6    |        |
| 10     | 7  | Eddie Irvine          | Jaguar-Cosworth    | 45     | + 1:19.664      | 10   |        |
| 11     | 21 | Gastón Mazzacane      | Minardi-Fondmetal  | 45     | + 1:29.504      | 21   |        |
| 12     | 15 | Nick Heidfeld         | Prost-Peugeot      | 40     | Alternador      | 13   |        |
| Ret    | 5  | Heinz-Harald Frentzen | Jordan-Mugen/Honda | 39     | Câmbio          | 17   |        |
| Ret    | 19 | Jos Verstappen        | Arrows-Supertec    | 39     | Spun off        | 11   |        |
| Ret    | 23 | Ricardo Zonta         | BAR-Honda          | 37     | Spun off        | 12   |        |
| Ret    | 20 | Marc Gené             | Minardi-Fondmetal  | 33     | Motor           | 22   |        |
| Ret    | 12 | Alexander Wurz        | Benetton-Playlife  | 31     | Pane elétrica   | 7    |        |
| Ret    | 16 | Pedro Paulo Diniz     | Sauber-Petronas    | 29     | Colisão         | 19   |        |
| Ret    | 14 | Jean Alesi            | Prost-Peugeot      | 29     | Colisão         | 20   |        |
| Ret    | 8  | Johnny Herbert        | Jaguar-Cosworth    | 12     | Câmbio          | 8    |        |
| Ret    | 3  | Michael Schumacher    | Ferrari            | 0      | Colisão         | 2    |        |
| Ret    | 11 | Giancarlo Fisichella  | Benetton-Playlife  | 0      | Colisão         | 3    |        |
| Fonte: |    |                       |                    |        |                 |      |        |

## Tabela do campeonato após a corrida
|  | Pos. | Piloto               | Pontos |
|  | ---- | -------------------- | ------ |
|  | 1    | Michael Schumacher   | 56     |
|  | 2    | Mika Häkkinen        | 54     |
|  | 3    | David Coulthard      | 54     |
|  | 4    | Rubens Barrichello   | 46     |
|  | 5    | Giancarlo Fisichella | 18     |

|  | Pos. | Construtor        | Pontos |
|  | ---- | ----------------- | ------ |
|  | 1    | Ferrari           | 102    |
|  | 2    | McLaren-Mercedes  | 98     |
|  | 3    | Williams-BMW      | 22     |
|  | 4    | Benetton-Playlife | 18     |
|  | 5    | BAR-Honda         | 12     |

- Nota: Somente as primeiras cinco posições estão listadas.